# Photographie documentaire

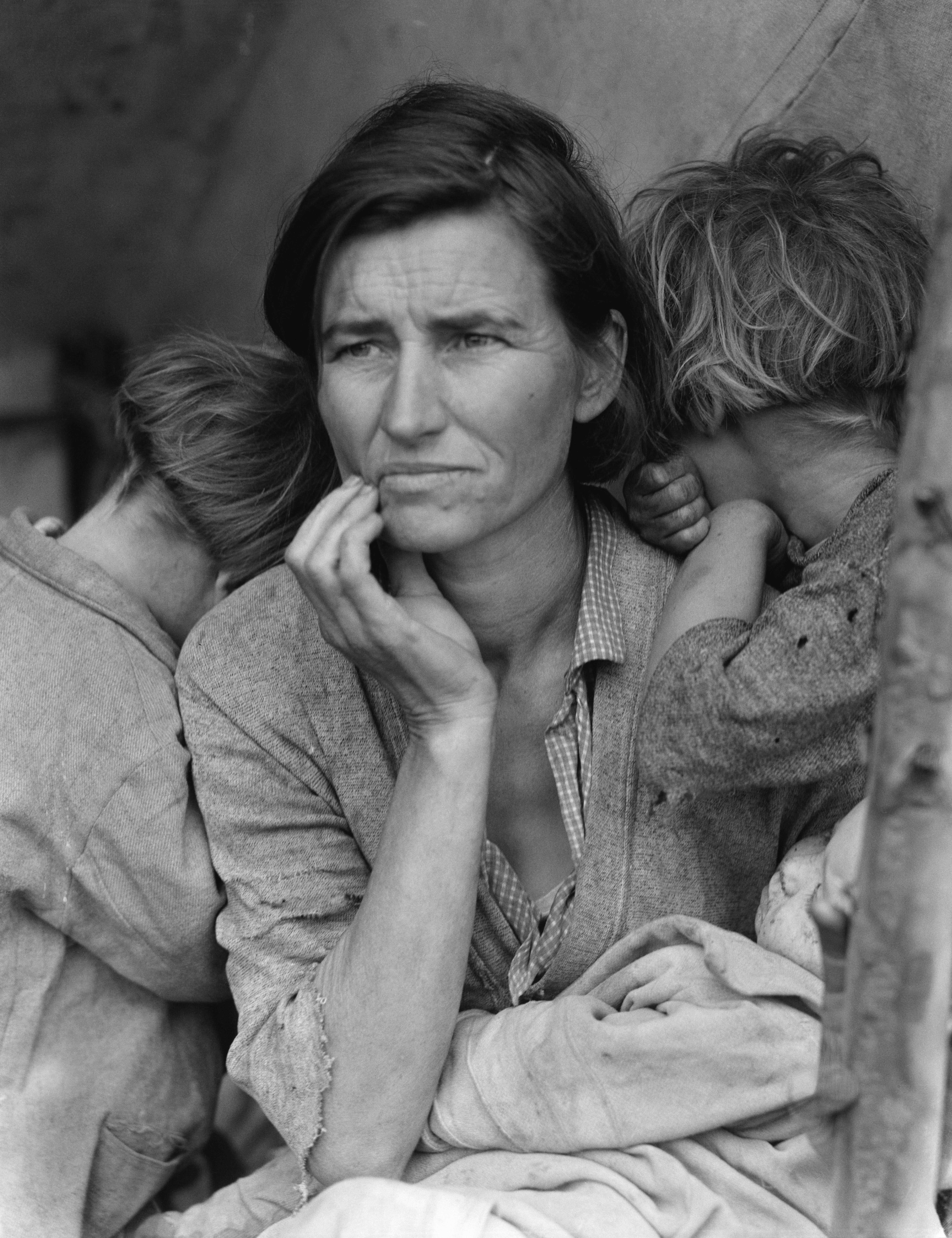
Migrant Mother (1936) Dorothea Lange, durant la Grande Dépression

La photographie documentaire est un courant de la photographie qui se distingue par une approche prônant un effacement du photographe au profit d'une image se voulant réaliste et tendant vers la neutralité.

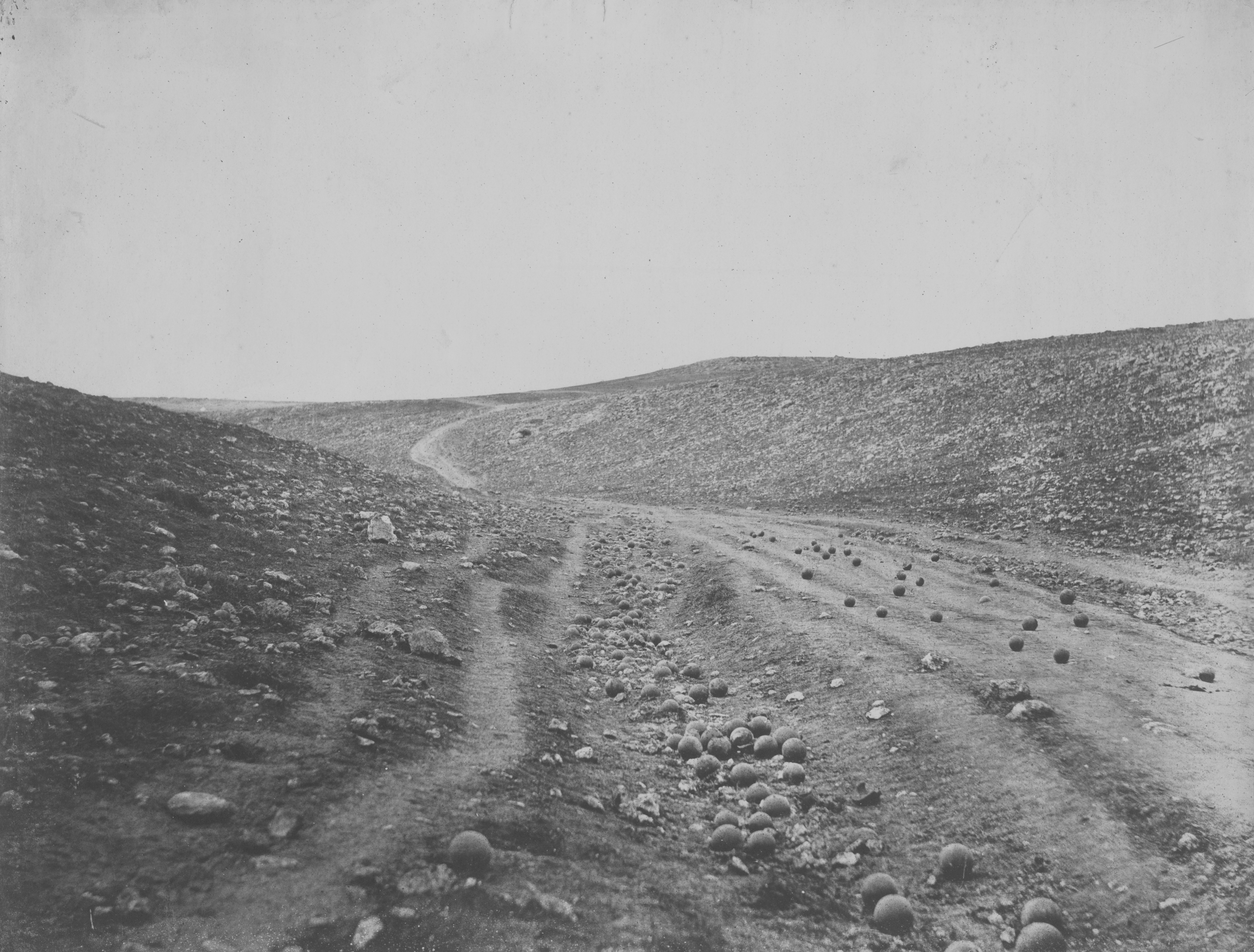
Roger Fenton, Valley of the Shadow of Death (Vallée de l'ombre de la mort), tirage sur papier salé de 28 × 36 cm conservé à la Bibliothèque du Congrès, Washington.

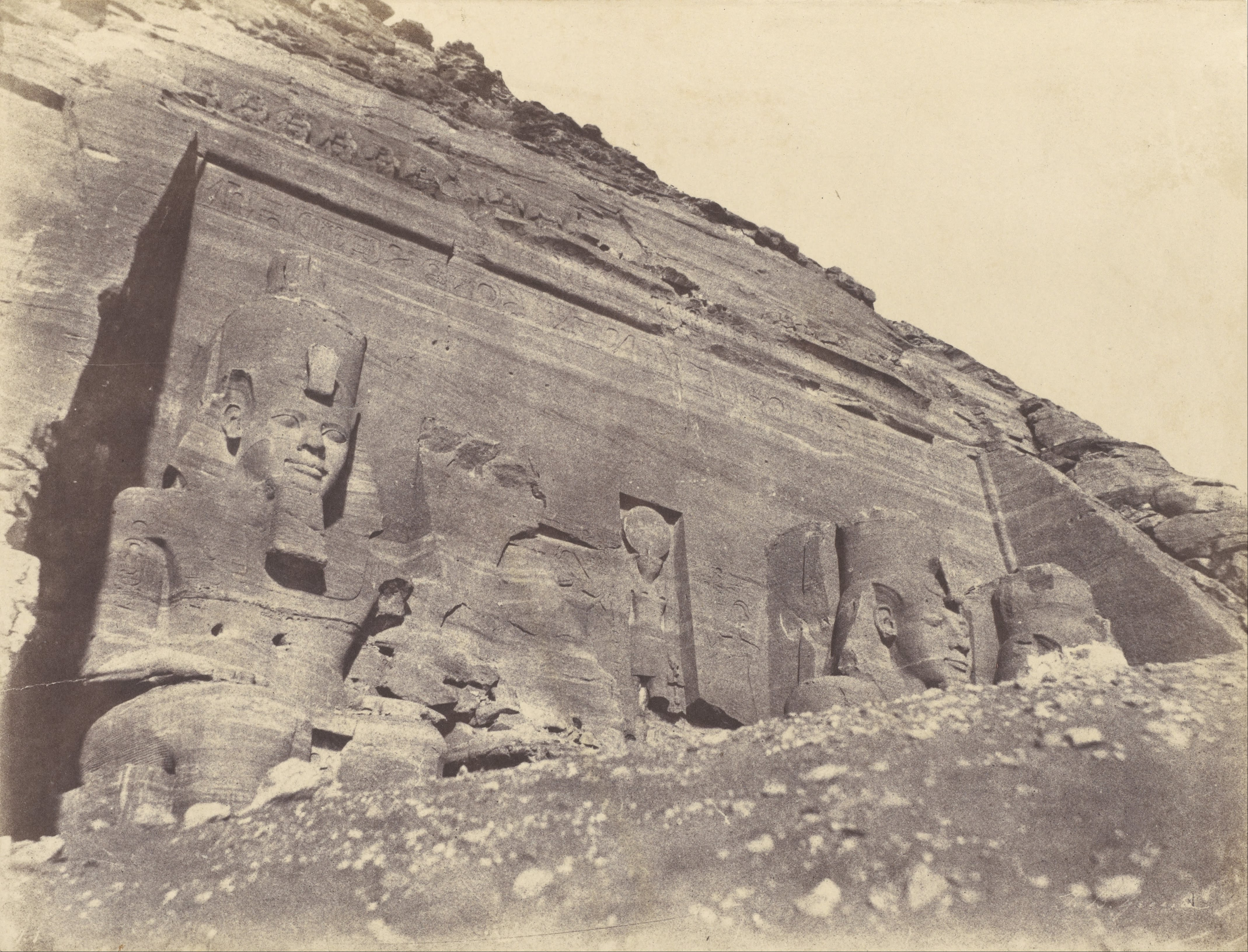
Photo des Temples d'Abou Simbel (1854) - John Beasly Greene

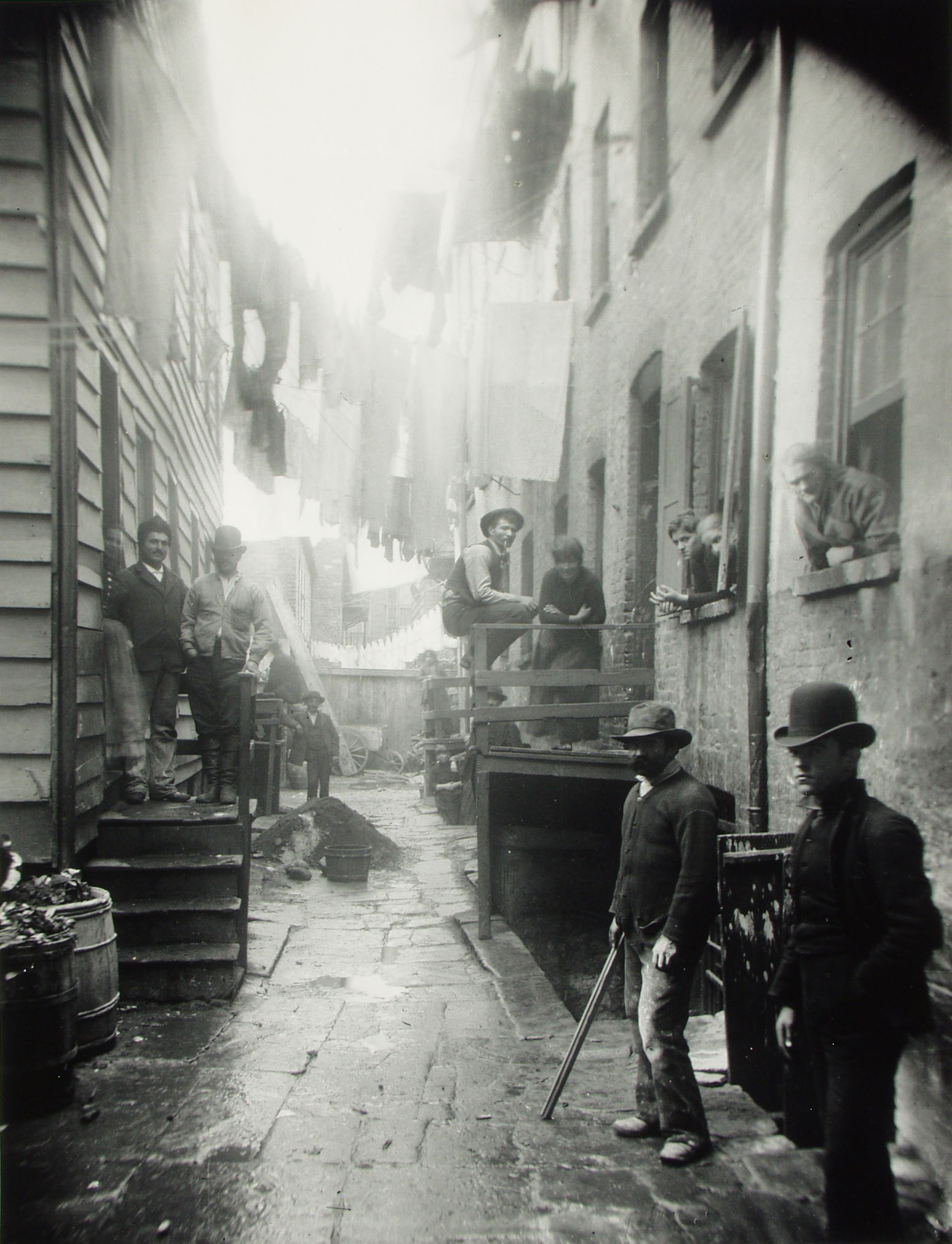
Bandit's Roost (1914) - Jacob Riis

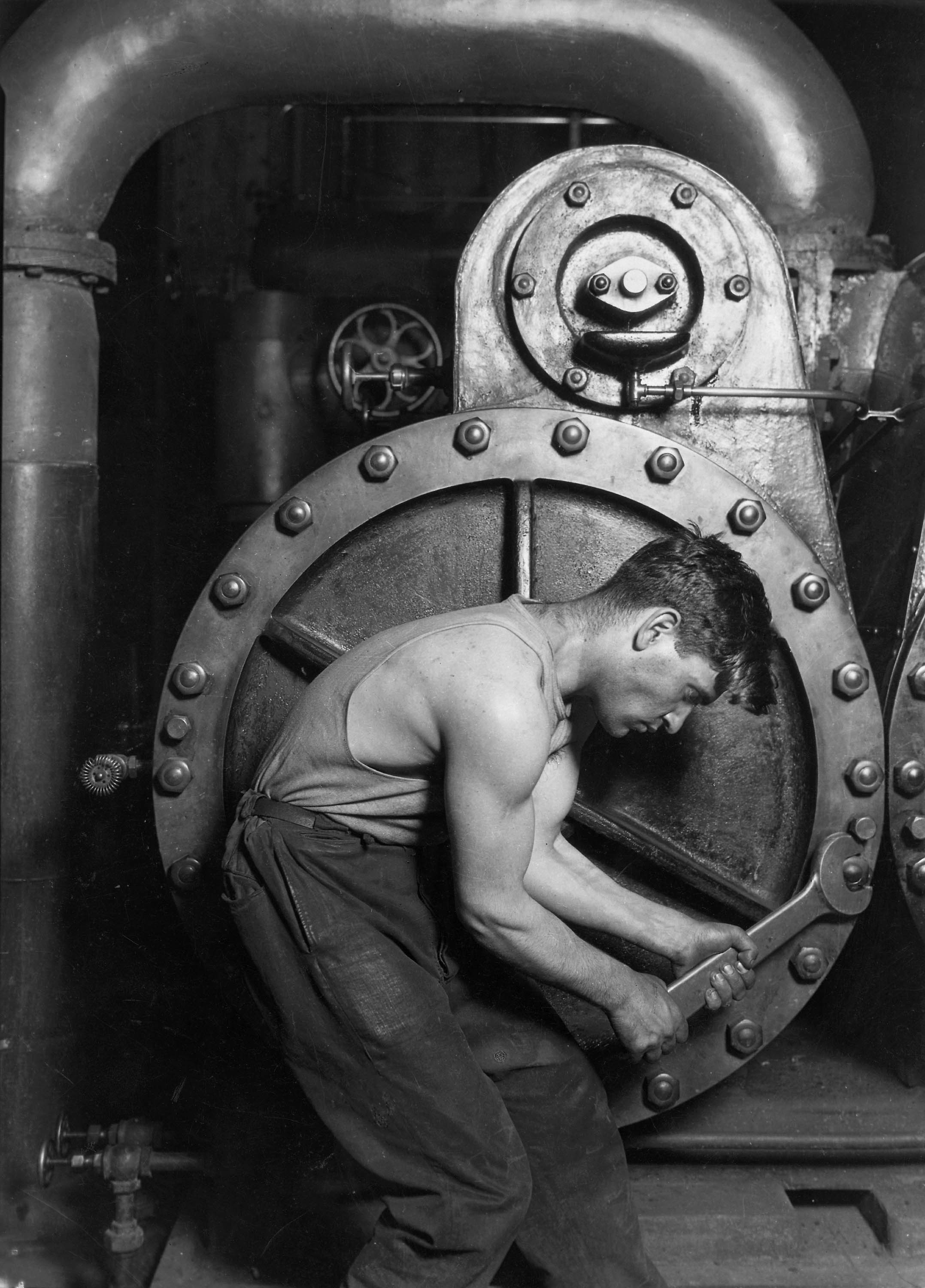
Power house mechanic working on steam pump (1920) de Lewis Hine.

Elle fait généralement référence à une forme de photographie utilisée afin de décrire des situations ou des environnements spécifiques mais aussi des événements de la vie de tous les jours. Typiquement les clichés sont effectués par les photojournalistes professionnels ou des reporters mais aussi par des artistes amateurs ou à des fins académiques.
On attribue généralement la paternité de l'expression photographie documentaire à l'historien américain Beaumont Newhall qui publia en mars 1938 dans la revue Parnassus un article intitulé « Documentary approach to photography ».

## Historique

### Les origines de la photographie documentaire:XIXesiècle
Les photographies censées décrire et mettre en avant avec exactitude des lieux ou circonstances inconnus, cachés, interdits ou difficiles d'accès datent des toutes premières "enquêtes" au daguerréotype et au calotype des ruines du Proche-Orient, de l'Égypte et des zones de nature sauvage d'Amérique. L'archéologue du XIXe siècle, John Beasly Greene, par exemple, s'est rendu en Nubie au début des années 1850 pour photographier les ruines de la région. Une des premières missions de documentation étaient la Mission Héliographique française organisées par la Commission des monuments historiques pour développer des archives du patrimoine architectural de la France, qui tendait à disparaître ; le projet comprenait des pionniers de la photographie tels que Henri Le Secq, Edouard Denis Baldus et Gustave Le Gray.
Aux États-Unis, des photographes retraçant les progrès de la Guerre de Sécession (1861-1865) réalisées par des photographes tels que Mathew Brady et Alexander Gardner, ont conduit à la création de riches archives de photographies allant de photographies factuelles des sites de bataille aux images poignantes de Timothy O'Sullivan, en passant par les images évocatrices de George N. Barnard.
Un grand corpus de photographies des régions du Grand Ouest a été produit par les photographes officiels du gouvernement pour le Service géologique et géographique des territoires (un prédécesseur de l'Institut d'études géologiques des États-Unis), de 1868 à 1878, avec notamment les photographes Timothy O'Sullivan et William Henry Jackson.
Les œuvres photographiques de la guerre civile et de l'Institut d'études géologiques des États-Unis soulignent un aspect important de la photographie documentaire : la production d'archives d'importance historique et leur distribution à un large public par le biais de la publication. Le gouvernement des Etats-Unis a publié des photographies de l'enquête dans les rapports annuels, ainsi que des portfolios conçus pour encourager le financement d'enquêtes scientifiques.

### Années 1880 - début duXXesiècle: une nouvelle ère de la photographie documentaire
Le développement de nouvelles méthodes de reproduction pour la photographie a donné une impulsion à la prochaine ère de la photographie documentaire, allant de la fin des années 1880 et 1890, et ce jusqu'au début du XXe siècle. Cette période a radicalement déplacé l'intérêt de la photographie documentaire pour les sujets antiques et les paysages, à un intérêt pour la ville et ses crises.
L'amélioration des méthodes de photogravure, puis l'introduction des différents systèmes de production vers 1890 ont rendu possible la reproduction en masse, à faible coût dans les journaux, les magazines et les livres. Le personnage le plus directement associé à la naissance de cette nouvelle forme de documentaire est le journaliste et réformateur américain Jacob Riis.
Riis était un journaliste d'investigation new-yorkais qui s'était converti aux idées de réforme sociale en milieu urbain, grâce aux contacts qu'il s'est créé avec divers spécialistes concernés par le problème de la pauvreté, dont certains étaient des photographes amateurs. Riis a tout d'abord utilisé ces relations pour rassembler des photographies, mais a finalement pris lui-même l'appareil photo. Ses livres, notamment How the Other Half Lives (1890) et The Children of the Slums (1892), utilisaient ces photographies, mais très rapidement il commença à utiliser des documents provenant de sources très variées, notamment des clichés anthropométriques de la police et des images photojournalistiques. La photographie documentaire était consacrée au changement des conditions inhumaines dans lesquelles les pauvres vivaient dans les centres urbains et industriels en pleine expansion. Son travail a réussi à intégrer la photographie dans les mouvements de réforme urbaine, notamment l'Évangile Social et des mouvements Progressistes. Son successeur le plus célèbre était le photographe Lewis Wickes Hines, dont les enquêtes sur les conditions de travail des enfants, publiées dans des revues sociologiques comme The Survey, ont eu une influence déterminante sur le développement des lois sur le travail des enfants à New York et aux États-Unis plus généralement.
En 1900, l'anglaise Alice Seeley Harris se rendit à l'État indépendant du Congo avec son mari, John Hobbis Harris (en). Elle y a photographié les atrocités commises par les belges contre les populations locales avec un appareil Kodak Brownie. Ces images ont été largement diffusées lors de projections à la lanterne magique et ont joué un rôle crucial dans l'évolution de la perception de l'esclavage par le public. Cela a finalement obligé Léopold II (roi des Belges) à céder le contrôle du territoire au Gouvernement belge, créant ainsi le Congo belge.

### Années 1930: nouvelle vague de documentaires photographique
Dans les années 1930, la crise des années 30 a été marquée par une nouvelle vague de documentaires sur les conditions urbaines et rurales. La Farm Security Administration (FSA), supervisée par Roy Stryker, a financé des photographes documentaires légendaires, tel que Walker Evans, Dorothea Lange, Russell Lee, John Vachon et Marion Post Wolcott. Cette génération de photographes documentaires est généralement reconnue pour avoir codifié le code d’éthique documentaire, dans le but de susciter l'engagement public en faveur du changement social.  
À l'époque de la guerre et de l'après-guerre, la photographie documentaire était de plus en plus rattachée au photojournalisme. Le photographe suisse-américain Robert Frank est reconnu pour avoir développé un genre plus personnel, évocateur et complexe de documentaire illustré par son travail dans les années 1950, publié dans son livre photographique The Americans (1959) aux États-Unis. Au début des années 1960, son influence sur des photographes tels que Garry Winogrand et Lee Friedlander a donné lieu à une importante exposition au Museum of Modern Art (MoMA), réunissant ces deux photographes avec leur collègue Diane Arbus sous le titre New Documents (en). Le conservateur du MoMA, John Szarkowski, a proposé dans cette exposition qu'une nouvelle génération, engagée non pas dans un changement social, mais dans une investigation formelle et iconographique de l'expérience sociale de la modernité, avait remplacé les anciennes formes de photographie documentaire sociale.

### Années 1970-1980: génération de photographes «post-documentaires»
Dans les années 1970-1980, des historiens, critiques et photographes organisent une attaque acharnée contre le documentaire traditionnel. L'un des plus remarquables est le photographe et critique Allan Sekula, dont les idées et le corpus d'images qu'il a produits ont influencé une génération de photographes "nouveau nouveau documentaire". Sekula a émergé en tant que leader de ces photographes, dans l'écriture critique et le travail éditorial. Parmi les artistes de cette génération, on peut citer le photographe Fred Lonidier, dont le Health and safety Game (1976) est devenu un modèle post-documentaire, et Martha Rosler dont The Bowery in Two Inadequate Descriptive Systems (1974-1975) a marqué un tournant contre la critique du documentaire humaniste classique en tant que travail d'élites privilégiées imposant leurs visions et leurs valeurs aux démunis.

### L'évolution de la photographie documentaire, des années 1990 à nos jours
Depuis la fin des années 1990, on observe un intérêt accru pour la photographie documentaire et sa perspective à long terme est remarquée. Nicholas Nixon a documenté de manière approfondie les problèmes entourant la vie américaine. Le photographe documentaire sud-africain Pieter Hugo (en) s'est engagé à documenter les traditions de l'art en mettant l'accent sur les communautés africaines. Antonin Kratochvil (en) a photographié une grande variété de sujets, y compris les enfants des rues de Mongolie pour le Musée américain d'histoire naturelle et la Guerre d'Irak pour le magazine Fortune. Le photographe Fazal Sheikh (en) quant à lui, a cherché à refléter les réalités des peuples les plus défavorisés des différents pays du tiers monde à travers ses documentaires photographiques.

## Photographie documentaire vs Photojournalisme
La photographie documentaire concerne généralement des projets à plus long terme avec une histoire plus complexe, tandis que le photojournalisme concerne davantage de reportages sur des sujets d’actualité. Les deux approches se chevauchent souvent. Certains théoriciens soutiennent que le photojournalisme, qui entretient des relations étroites avec les médias d'information, est plus influencé que la photographie documentaire (qui serait plus neutre),  par la nécessité de divertir le public et de commercialiser des produits,.

## Acceptation dans le monde de l'art
Depuis la fin des années 1970, le déclin de la photographie publiée dans les magazines a entraîné la disparition des médias traditionnels. De nombreux photographes documentaires se sont intéressés au monde de l'art et aux galeries pour présenter leur travail et gagner leur vie. La photographie documentaire traditionnelle a trouvé sa place dans des galeries de photographie aux côtés d’artistes travaillant dans les domaines de la peinture, de la sculpture et des médias modernes.

## Photographes documentaires influents

### aux Etats-Unis
- Berenice Abbott
- Eddie Adams
- Walker Evans
- Lee Friedlander
- Jim Goldberg
- Nan Goldin
- Lauren Greenfield
- Lewis Hine
- Theodor Horydczak
- Dorothea Lange
- Mary Ellen Mark
- Steve McCurry
- Joel Meyerowitz
- James Nachtwey
- Gordon Parks
- Eugene Richards
- W. Eugene Smith
- Peter Sekaer
- Chris Verene
- Garry Winogrand
- Margaret Bourke-White

### en Europe
- John Beasley Greene (France/Etats-Unis)
- Eugène Atget (France)
- Gertrude Blom (Suisse)
- Bill Brandt (Allemagne/Angleterre)
- Brassaï (Hongrie)
- Irena Blühová (Tchécoslovaquie/Slovaquie)
- Henri Cartier-Bresson (France)
- Bieke Depoorter (Belgique)
- Robert Frank (Suisse)
- Gisèle Freund (Allemagne/France)
- Eduardo Gageiro (Portugal)
- Ken Grant (Angleterre)
- David Hurn (Angleterre)
- Chris Killip (Angleterre)
- Josef Koudelka (Tchécoslovaquie)
- Don McCullin (Angleterre)
- Daniel Meadows (Angleterre)
- Hildegard Ochse (Allemagne)
- Martin Parr (Angleterre)
- Anders Petersen (Suède)
- Jacob Riis (Danemark)
- August Sander (Allemagne)
- Edward Steichen (Luxembourg/Etats-Unis)
- John Benjamin Stone (Angleterre)
- John Topham (Angleterre)
- Roman Vishniac (Russie/Amérique)
- Maxim Dondyuk (Ukraine)
- Ara Güler (Turquie)

### Autres
- David Goldblatt (Afrique du Sud)
- Peter Magubane (Afrique du Sud)
- Sergey Mikhaylovich Prokudin-Gorsky (Russie)
- Kosuke Okahara (Japon)
- Carlos Reyes-Manzo (Chili)
- Manuel Rivera-Ortiz (Porto Rico)
- Raghu Rai (Inde)
- Altaf Qadri (Inde-Cashemire)
- Guy Veloso (Brésil)
- Soumya Sankar Bose (Inde)
- Sebastião Salgado (Brésil)
- Andrew Stark (Australie)
- GMB Akash (Bangladesh)
- Lâm Tấn Tài (Vietnam)
- Đinh Đăng Định (Vietnam)
- Lê Minh Trường (Vietnam)
- Đoàn Công Tính (Vietnam)
- Nick Ut (Vietnam)